# Philippines tại Đại hội Thể thao Đông Nam Á 2021
Philippines tham gia tranh tài tại Đại hội Thể thao Đông Nam Á 2021 được tổ chức từ ngày 12 đến 23 tháng 5 năm 2022 tại Hà Nội, Việt Nam.